# Clostridium proteoclasticum
Clostridium proteoclasticum è una specie di batterio appartenente alla famiglia delle Clostridiaceae.